# القدام (يافع)

تعديل مصدري - تعديل

القدام هي إحدى قرى عزلة لبعوس بمديرية يافع التابعة لمحافظة لحج، بلغ تعداد سكانها 77 نسمة حسب تعداد اليمن لعام 2004.